# Douro Internacional e Vale do Águeda
Douro Internacional e Vale do Águeda este o arie protejată (arie de protecție specială avifaunistică — SPA) din Portugalia întinsă pe o suprafață de 50.769,35 ha, integral pe uscat.

## Localizare
Centrul sitului Douro Internacional e Vale do Águeda este situat la coordonatele 41°05′44″N 6°46′01″W / 41.09544°N 6.766986°V.

## Înființare
Situl Douro Internacional e Vale do Águeda a fost declarat arie de protecție specială avifaunistică în august 1999 pentru a proteja 4 specii de plante și 78 de specii de animale.

## Biodiversitate
Situată în ecoregiunea mediteraneană, aria protejată conține 19 habitate naturale: Iazuri temporare mediteraneene, Râuri mediteraneene cu debit permanent și vegetație de Glaucium flavum, Cursuri de apă de la nivel de câmpie la nivel montan, cu vegetație Ranunculion fluitantis și Callitricho-Batrachion, Râuri mediteraneene cu debit intermitent, cu specii de Paspalo-Agrostidion, Pajiști uscate europene, Lande oro-mediteraneene cu formațiuni endemice de grozamă, Matorral arborescenți cu Juniperus spp., Tufărișuri termo-mediteraneene și de pre-deșert, Pseudostepă cu ierburi și specii anuale de Thero-Brachypodietea, Pajiști cu Molinia pe soluri calcaroase, turboase sau argilos-nămoloase (Molinion caeruleae), Pante stâncoase silicioase cu vegetație casmofită, Păduri termofile cu Fraxinus angustifolia, Păduri aluvionare cu Alnus glutinosa și Fraxinus excelsior (Alno-Padion, Alnion incanae, Salicion albae), Păduri de stejar galițio-portugheze cu Quercus robur și Quercus pyrenaica, Păduri iberice de Quercus faginea și Quercus canariensis, Galerii de Salix alba și de Populus alba, Păduri de Quercus suber, Păduri de Quercus ilex și Quercus rotundifolia, Păduri endemice cu Juniperus spp..
La baza desemnării sitului se află mai multe specii protejate:
- plante (4): Festuca duriotagana, Holcus setiglumis subsp. duriensis, Salix salvifolia subsp. australis, Veronica micrantha
- păsări (59): vulturul negru (Aegypius monachus), pescăruș albastru (Alcedo atthis), rață lingurar (Anas clypeata), rață pitică (Anas crecca), rață fluierătoare (Anas penelope), fâsă-de-câmp (Anthus campestris), fâsă de luncă (Anthus pratensis), acvilă de munte (Aquila chrysaetos), buha (Bubo bubo), pasărea ogorului (Burhinus oedicnemus), ciocârlie-cu-degete-scurte (Calandrella brachydactyla), caprimulg (Caprimulgus europaeus), Caprimulgus ruficollis, scatiu (Carduelis spinus), barză albă (Ciconia ciconia), barză neagră (Ciconia nigra), șerpar (Circaetus gallicus), erete vânăt (Circus cyaneus), erete cenușiu (Circus pygargus), Clamator glandarius, dumbrăveancă (Coracias garrulus), prepeliță (Coturnix coturnix), Elanus caeruleus, Falco naumanni, șoim călător (Falco peregrinus), șoimul rândunelelor (Falco subbuteo), muscar negru (Ficedula hypoleuca), Galerida theklae, vulturul pleșuv sur (Gyps fulvus), Hieraaetus fasciatus, acvilă pitică (Hieraaetus pennatus), Hippolais polyglotta, rândunică roșcată (Hirundo daurica), sfrâncioc cu cap roșu (Lanius senator), ciocârlie de pădure (Lullula arborea), ciocârlie de bărăgan (Melanocorypha calandra), gaia neagră (Milvus migrans), gaia roșie (Milvus milvus), vultur egiptean (Neophron percnopterus), pietrar mediteranean (Oenanthe hispanica), Oenanthe leucura, pietrar sur (Oenanthe oenanthe), grangur (Oriolus oriolus), ciuf-pitic (Otus scops), cormoran mare (Phalacrocorax carbo), codroșul de pădure (Phoenicurus phoenicurus), pitulice de munte (Phylloscopus bonelli), Phylloscopus ibericus, Pyrrhocorax pyrrhocorax, turturică (Streptopelia turtur), silvie roșcată (Sylvia cantillans), Sylvia conspicillata, Sylvia hortensis, silvie de tufiș (Sylvia undata), Tachymarptis melba, spârcaci (Tetrax tetrax), sturzul viilor (Turdus iliacus), sturz-cântător (Turdus philomelos), nagâț (Vanellus vanellus)
- amfibieni (1): Discoglossus galganoi
- mamifere (10): lupul (Canis lupus), vidră de râu (Lutra lutra), Microtus cabrerae, liliac cu aripi lungi (Miniopterus schreibersii), liliac cu urechi de șoarece (Myotis blythii), liliac cărămiziu (Myotis emarginatus), liliac comun (Myotis myotis), liliacul mediteranean cu potcoavă (Rhinolophus euryale), liliacul mare cu potcoavă (Rhinolophus ferrumequinum), liliacul mic cu potcoavă (Rhinolophus hipposideros)
- nevertebrate (3): Coenagrion mercuriale, fluturele auriu (Euphydryas aurinia), Unio crassus
- pești (4): Cobitis paludica, Pseudochondrostoma duriense, Rutilus alburnoides, Rutilus arcasii
- reptile (1): Mauremys leprosa

Pe lângă speciile protejate, pe teritoriul sitului au mai fost identificate 12 specii de mamifere, 1 specie de nevertebrate, 1 specie de pești, 6 specii de reptile.